# Jonathan Coe
Jonathan Coe (n. 19 august 1961, Birmingham, Anglia, Regatul Unit) este un scriitor englez. Scrie mai ales romane inspirate din realitățile social-politice ale Marii Britanii din secolele al XX-lea și al XXI-lea, cu implicațiile lor asupra vieții conaționalilor săi, reflectate și de analiza psihologică a personajelor. Operele sale sunt în general bine primite de public și de critică, scriitorul fiind distins cu mai multe premii și alte recunoașteri britanice și internaționale.

## Viața și cariera
Johathan Coe s-a născut în mica localitate Lickey⁠(d), situată la 16 km de centrul orașului Birmingham. Tatăl lui a fost cercetător în fizică, iar mama profesoară de muzică. Scriitorul mărturisește că a avut o copilărie fericită, aproape lipsită de evenimente.
Studiile secundare le-a urmat la King Edward's School⁠(d), o școală privată din Birmingham. Încă de copil s-a gândit să devină scriitor. La opt ani a scris pentru sine The Castle of Mystery („Castelul misterului”), având drept erou un detectiv din epoca victoriană. Va include primul capitol al acestei scrieri în romanul său What a Carve Up! (Ce hăcuială!) publicat în 1994. La 15 ani a trimis unei edituri un roman comic.
A urmat studii superioare mai întâi la Trinity College din cadrul Universității Cambridge. În anii petrecuți aici a continuat încercările literare, un roman și mare parte din altul, de care nu a fost mulțumit. A continuat cu studii de doctorat la Universitatea Warwick⁠(d) din Coventry. Aici s-a interesat și de feminism, de structuralism, de Nouveau roman⁠(d) francez și de Samuel Beckett, dar cercetările lui s-au îndreptat către Henry Fielding. A obținut doctoratul cu o teză despre romanul Tom Jones al acestuia, în 1986.
Prima carte publicată a lui Johathan Coe, romanul The Accidental Woman („Femeia întâmplătoare”) (1987), a fost mai întâi refuzată de 15 edituri, și nu a avut succes nici la public, nici la critică. Scriitorul s-a mutat la Londra, unde a lucrat un timp pe post de corector la o firmă de servicii legale din City. A mai publicat alte două romane fără mai mult succes decât primul. În același timp s-a ocupat și de muzică. A compus, a scris cântece și a cântat la pian cu o formație efemeră, The Peer Group, cu care a realizat și câteva înregistrări, apoi cu o formație feministă de cabaret, tot efemeră, Wanda and the Willy Warmers.
Primul său succes literar, care a fost și internațional, l-a avut cu romanul What a Carve Up! (1994).
Johathan Coe s-a implicat în acțiuni umanitare, printre altele sprijinindu-le pe cele ale organizației Oxfam⁠(d). De exemplu, în 2010, el și mulți alți scriitori au donat organizației povestiri pentru volumul Ox-tales. Elements. La începutul anilor 2000, scriitorul a fost membru în consiliul de administrație al organizației Cleared Ground Demining care se ocupă cu distrugerea minelor și munițiilor rămase neexplodate după războaie. De pildă a urmărit această acțiune în 2007, în Guinea-Bissau.
Scriitorul s-a căsătorit în 1989 și are doi copii.

## Opera

### Romane
- The Accidental Woman, 1987 („Femeia întâmplătoare”);
- A Touch of Love, 1989 („Un strop de dragoste”);
- The Dwarves of Death, 1990 (Piticii morții);
- What a Carve Up! or The Winshaw Legacy, 1994 (Ce hăcuială!);
- The House of Sleep, 1997 (Casa somnului);
- The Rotters' Club, 2001 (Clubul putregaiurilor);
- The Closed Circle, 2004 (Cercul închis);
- The Rain Before It Falls, 2007 (Ploaia înainte să cadă);
- The Terrible Privacy of Maxwell Sim, 2010 (Înspăimântătoarea viață personală a lui Maxwell Sim);
- Expo '58, 2013;
- Number 11, or Tales that Witness Madness, 2015 (Numărul 11 sau Mărturii despre nebunie);
- Middle England, 2018;
- Mr Wilder and me, 2021 (Domnul Wilder și cu mine);
- Bournville, 2022.

Romanele semnificative ale autorului au drept cadru realitățile sociale și politice ale Marii Britanii contemporane cu scriitorul. Personajele sale sunt caractere diverse, unele cuprinzând și elemente autobiografice, cu psihologie și evoluție influențate și de aceste realități. Majoritatea acestor romane se caracterizează prin umor, uneori negru, și prin satiră la adresa realităților reflectate. Cele de mai jos au apărut și în limba română, la editura Polirom.
Ce hăcuială! (2008) este o satiră social-politică cu caracteristicile unui roman polițist. Personajele sale aparțin unui clan lipsit de orice scrupule în acțiunile sale pentru a se îmbogăți, pe fundalul Marii Britanii în perioada când a fost prim-ministru Margaret Thatcher.
Casa somnului (2001) este un thriller în care evoluează patru personaje complexe legate prin prezența în același loc, dar în două perioade la zece ani distanță una de alta, prima când era o universitate, a doua când devenise o clinică pentru tulburări ale somnului.
Clubul putregaiurilor (2004) este primul roman dintr-o trilogie care mai târziu va fi întitulată The Children of Longbridge (Copiii Longbridge⁠(d)-ului). În acest roman, personajele principale sunt liceeni în anii 1970, cu preocupărilor lor de adolescenți, la Birgmingham, oraș industrial care începe să decadă.
Cercul închis (2006) continuă trilogia, reluând aceleași personaje după 20 de ani de evoluție divergentă, pe fondul perioadei când a fost prim-ministru Tony Blair, satirizată tot atât de acerb ca cea a lui Margaret Thatcher.
Ploaia înainte să cadă (2009) se distinge de celelalte romane ale autorului prin gravitate. Urmărește destinul tragic al unor femei din trei generații ale aceleiași familii.
Înspăimântătoarea viață personală a lui Maxwell Sim (2011) are în centru un om în plină criză existențială, afectat atât în carieră, cât și în viața personală, singuratic în ciuda relațiilor sale pe rețelele de socializare. Un drum lung cu mașina este ocazia să-și reanalizeze trecutul.
Expo 58 (2014) este o parodie de roman de spionaj situată în timpul expoziției universale din 1958, din Belgia. Personajul principal, un funcționar subaltern din ministerul informației, reflectă dincolo de peripețiile sale descrise cu umor, sfâșierea societății engleze între atracția pe care o exercită modernitatea și atașamentul față de convențiile tradiționale.
Middle England (2021) încheie trilogia începută cu Clubul putregaiurilor. Aceleași personaje sunt aici în epoca Brexitului, marcate de nostalgii, deziluzii, confuzie și sfâșieri, inclusiv în sânul familiilor.
Nu este tradus în română romanul Bournville (2022), care urmărește istoria unei familii din satul Bournville⁠(d) de lângă Birmingham, din 1945 până în perioada pandemiei de Covid-19, trecând prin toate evenimentele care au marcat Marea Britanie în acest timp.

### Alte opere
Johathan Coe a scris câteva nuvele scurte, adunate în volumul 9th and 13th (2005).
Două cărți pentru copii nu au apărut în limba engleză, ci în italiană:
- La storia di Gulliver („Povestea lui Gulliver”), Gedi, 2011, ISBN 9788883713354[24];
- Lo specchio dei desideri (Oglinda dorințelor), Feltrinelli, 2012, ISBN 9788807921896[25][26].

Scriitorul a publicat și câteva cărți de non-ficțiune:
- biografii:
  - Humphrey Bogart: Take It & Like It („Humphrey Bogart”), Bloomsbury Publishing PLC, 1992, ISBN 9780747512394[27];
  - James Stewart: Leading Man („James Stewart”), Bloomsbury Publishing PLC, 1994, ISBN 9780747515746[28];
  - Like a Fiery Elephant: The Story of B. S. Johnson („Ca un elefant focos. Povestea lui B. S. Johnson⁠(d)”), Bloomsbury Academic, 2004, ISBN 9780826418463[29];
- volum de eseuri: Marginal Notes, Doubtful Statements. Non-fiction, 1990-2013 („Note marginale, remarci îndoielnice. Non-ficțiune, 1990-2013”), Penguin, 2013, ISBN 9780241968901[30].

### Ecranizări
- 2000 – Five Seconds to Spare – film de cinema britanic, după romanul Piticii morții[31];
- 2005 – The Rotter's Club – miniserial de televiziune britanic după romanul Clubul putregaiurilor[32];
- 2015 – La Vie très privée de Monsieur Sim – film de cinema francez după romanul Înspăimântătoarea viață personală a lui Maxwell Sim[33];
- 2020 – What a Carve Up! – film de cinema după romanul Ce hăcuială![34].

## Recepția operei
Începând cu apariția romanului Ce hăcuială!, Johathan Coe s-a bucurat de succes de public și de aprecierile în general pozitive ale criticii. În motivația pentru Premiul Bauer-Ca' Foscari, decernat de Universitatea Ca' Foscari din Veneția, se afirmă: „Datorită interesului său deosebit pentru temele cruciale ale civilizației contemporane, Jonathan Coe poate fi considerat un romancier total și un clasic al vremurilor noastre.”.
Romanul Clubul putregaiurilor a fost adaptat pentru un miniserial de televiziune.

### Premii pentru cărți
- What a Carve Up! – Premiul John Llewellyn Rhys⁠(d) 1994[37];

– Premiul Premiul pentru cea mai bună carte străină⁠(d), Franța, 1996;
- The House of Sleep – Premiul Writers' Guild of Great Britain⁠(d) 1996 pentru cea mai bună carte de ficțiune[39];

– Premiul Médicis pentru literatură străină, Franța, 1998;
- The Rotters' Club – Premiul Bollinger Everyman Wodehouse⁠(d) 2001[41];

– Premiul Arcebispo Juan de San Clemente, Spania, 2004;
- Like a Fiery Elephant – Premiul Samuel Johnson⁠(d) 2005[43];
- Number 11 or Tales that Witness Madness – Premiul Flaiano 2016[7];
- Middle England – Premiul cărții europene⁠(d) 2019[44];

– Premiul pentru roman al Costa Coffee 2019.

### Alte distincții
- 2004 – Ordinul Artelor și Literelor⁠(d) în grad de cavaler (Franța) [46];
- 2006 – Doctor honoris causa al Universității din Birmingham[47];

– Doctor honoris causa al Birmingham City University⁠(d)
- 2012 – Membru al Royal Society of Literature⁠(d)[49];
- 2016 – Ordinul Artelor și Literelor în grad de ofițer[50];
- 2019 – Premiul Bauer-Ca' Foscari[51].